# آلترناتیو کانتری
آلترناتیو کانتری یا آلترناتیو کانتری راک (گاهی آلت کانتری، یا آمریکانا)، یک زیرژانر از کانتری راک است که به‌طور قابل توجهی در سبکی متفاوت از جریان اصلی موسیقی کانتری، جریان اصلی کانتری راک و پاپ کانتری قرار می‌گیرد. هنرمندان آلترناتیو کانتری اغلب تحت تأثیر آلترناتیو راک هستند. با این حال، این اصطلاح برای توصیف هنرمندان و گروه‌های موسیقی کانتری که تحت تأثیر سبک‌های آلترناتیو راک، هارتلند راک، راک جنوبی، پراگرسیو کانتری، کانتری قانون‌شکن، کانتری نوسنتی و تگزاس کانتری تعریف شده‌اند.

## تعاریف و ویژگی‌ها

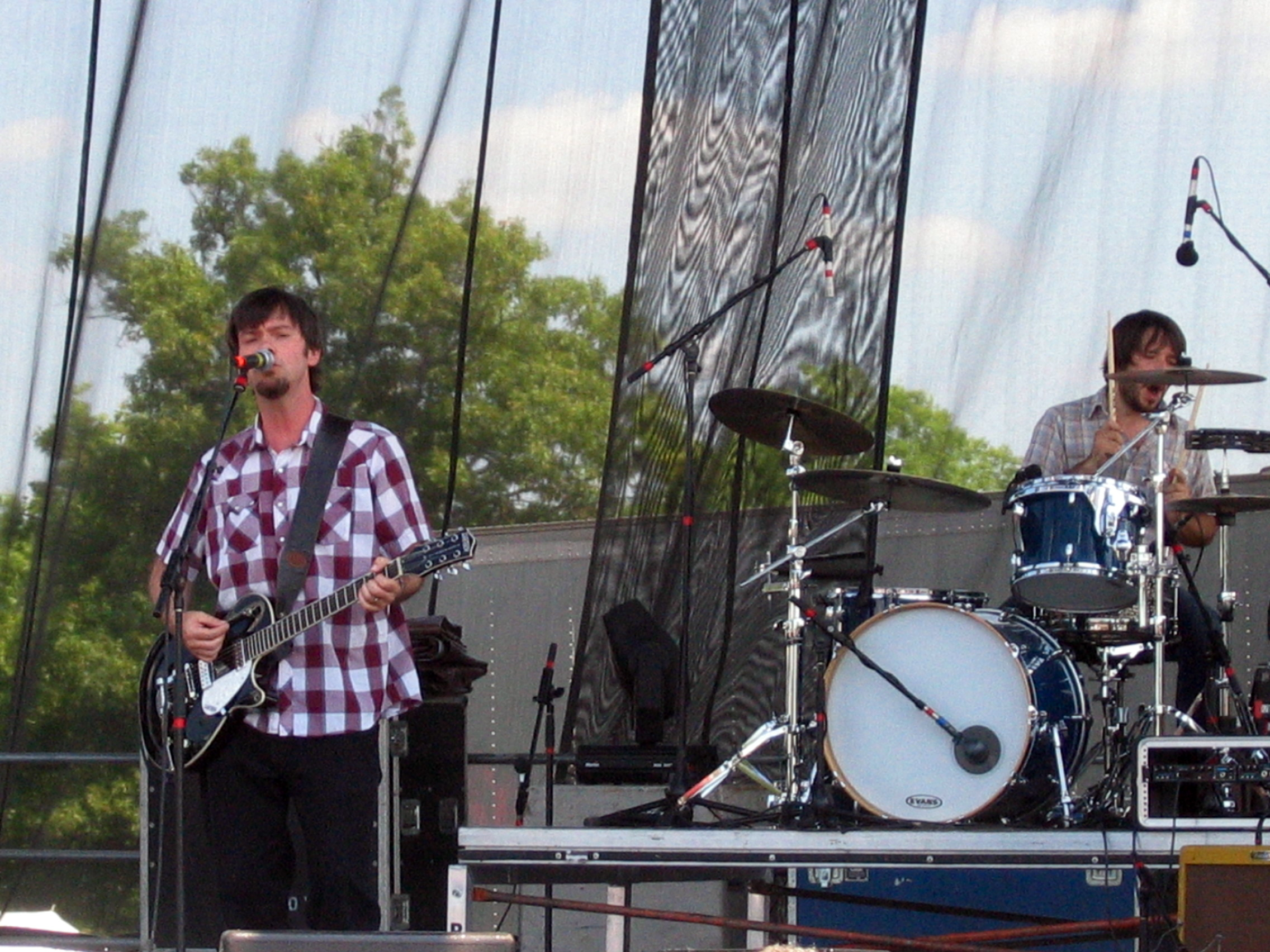
سان ولت در حال اجرا در سال ۲۰۰۵

در دهه ۱۹۹۰، اصطلاح آلترناتیو کانتری، به موازات آلترناتیو راک، برای توصیف گروه متنوعی از نوازندگان و خوانندگان که خارج از سنت‌ها و صنعت موسیقی کانتری جریان اصلی فعالیت می‌کردند، استفاده می‌شد. در این زیر ژانر بسیاری از ارزش‌های تولیدی، صیقلی‌تر و از حساسیت‌های صنعت پاپ تحت سلطه نشویل برای صدای لوفای‌تر که اغلب با زیبایی‌شناسی پانک و راک اند رول قوی‌تر همراه بود، اجتناب کردند. در ژانر اشعار گاهی تیره و تار یا از نظر اجتماعی آگاه باشند، اما همچنین صمیمانه تر و کمتر از کلیشه‌هایی استفاده می‌کنند که گاهی توسط نوازندگان جریان اصلی کانتری استفاده می‌شود. از جنبه‌های دیگر، سبک موسیقی هنرمندانی که در این ژانر قرار می‌گیرند، اغلب دارای اشتراکات کمتری از موسیقی سنتی آمریکایی و بلوگرس، تا راکابیلی و هانکی تانک، تا موسیقی‌هایی که از راک یا کانتری جریان اصلی قابل تشخیص نیستند. این برچسب‌گذاری گسترده توسط هنرمندان آلترنتیو کانتری موجب سردرگمی در مفهوم ژانر شد.  به نقل از مجله No Depression، معروف‌ترین مجله اختصاص داده شده به این ژانر، آلترناتیو کانتری «هر[آنچه] که باشد» را پوشش می‌دهد.

## تاریخچه
آلترناتیو کانتری برگرفته از موسیقی سنتی کانتری آمریکایی که توسط هنرمندانی چون وودی گاتری، هنک ویلیامز، و خانواده کارتر حفظ و تجلیل می‌شد، که اغلب از آنها به عنوان تأثیر گذاران اصلی این ژانر نام برده می‌شود. یکی دیگر از عناصر اثر گذار بر این ژانر، کانتری راک بود که حاصل ادغام موسیقی کانتری با راک اند رول بود. گرم پارسونز - که گمان برده می‌شود که منشأ کانتری راک باشد- از هنرمندان مؤثر در این ژانر بود (که از صدای او تحت عنوان «آوای کیهانی آمریکایی» یاد می‌شود). اگرچه مایکل نسمیت، استیو ارل و جین کلارک نیز از نوآوران مهم آن شناخته می‌شوند. عامل سوم اثرگذار، پانک راک بود که منبع انرژی و موجب نگرش «خودت انجام بده» شد.

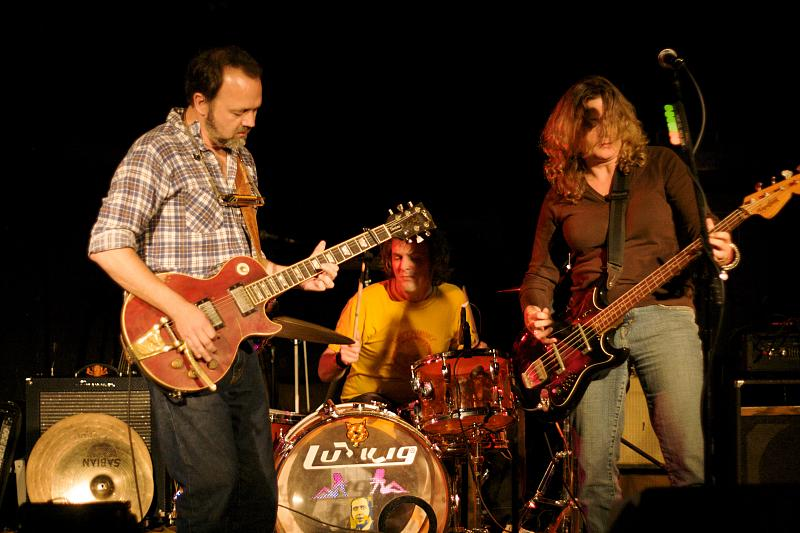
بلو مانتین در حال اجرا در سال ۲۰۰۸

تلاش برای ترکیب پانک و کانتری توسط گروه Jason and the Scorchers از نشویل و در دهه ۸۰ میلادی در کالیفرنیای جنوبی با گروه‌هایی مانند لانگ رایدر و X , و گروه The Jayhawks آغاز شد. اما این سبک‌ها به‌طور کامل در آلبوم گروه Uncle tupelo (انتشار یافته ۱۹۹۰) ادغام شدند، که به‌طور گسترده به عنوان اولین آلبوم «آلترناتیو کانتری» شناخته می‌شود، که در چارت‌ها و مجلات موفق عمل کرد. آنها قبل از اینکه در سال ۱۹۹۴ از هم جدا شوند، سه آلبوم اثرگذار دیگر منتشر کردند و با یک شرکت بزرگ قرارداد امضا کردند. اعضای آن بعداً، سه گروه جریان‌ساز اصلی در این ژانر با نام‌های: Wilco , Son Volt و Bottle Rockets تشکیل دادند.